# امیور
امیور (انگلیسی: Emmure) یک گروه متال‌کور آمریکایی از نیو فیرفیلد، کنتیکت است که در سال ۲۰۰۳ آغاز به کار کرد.